# Porcelana Noritake

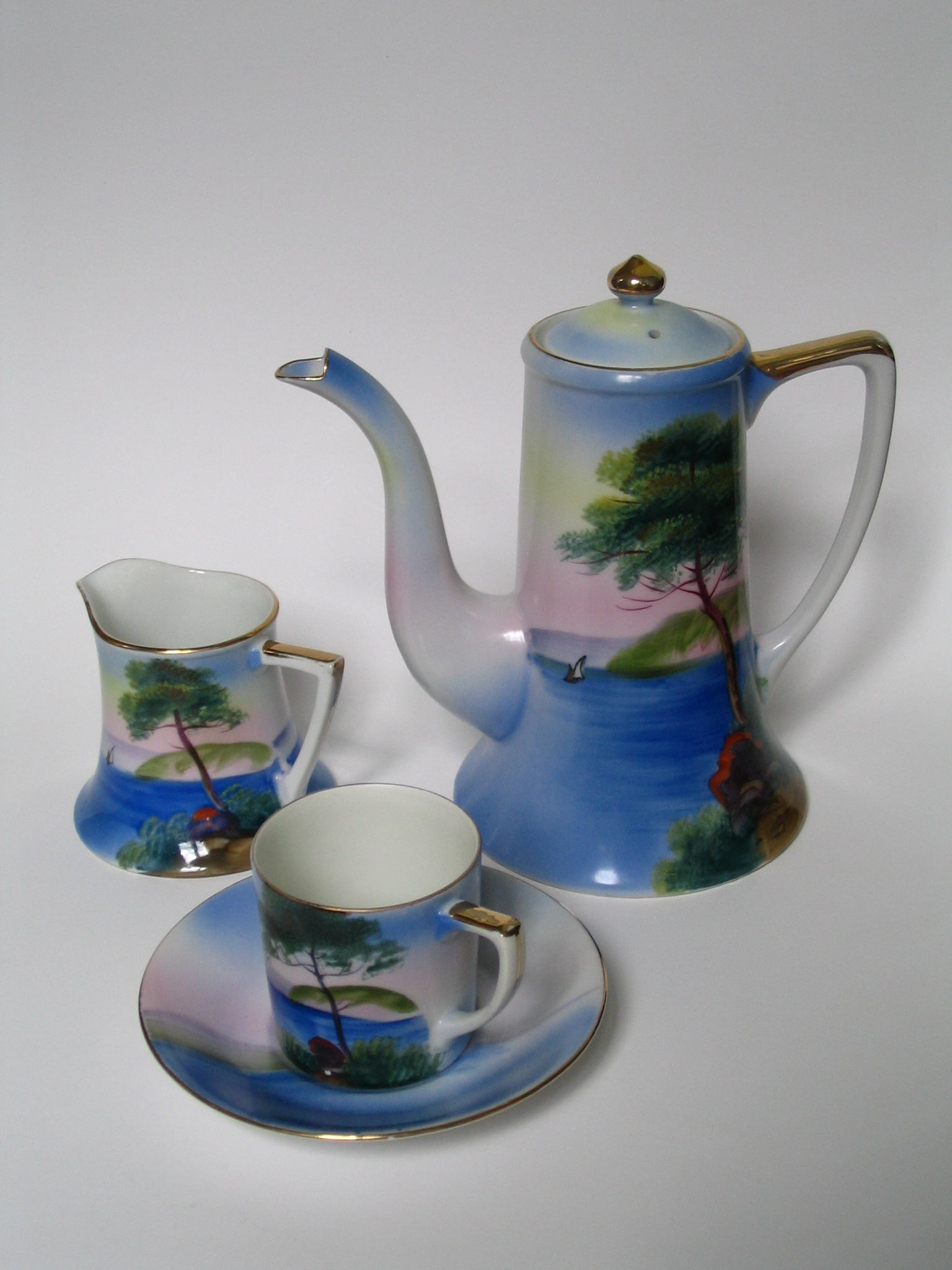
Porcelana Noritake c. 1920.

La porcelana Noritake es una manufactura japonesa fundada en 1876 por el barón Ichizaemon Morimura IV.
La empresa, originalmente dedicada a la exportación de productos y objetos tradicionales japoneses, se inicia en 1878 en la fabricación y decoración de su  propia porcelana. 
Sin embargo, es en 1908 que la fábrica se ubica en la aldea de Noritake (Prefectura de Aichi), conocida tradicionalmente por su producción.
Bajo este nombre se iniciará la fabricación para la exportación principalmente a Estados Unidos e Inglaterra. La porcelana será adaptada a los gustos anglosajones y están decoradas en un estilo delicado e innovador conociendo un éxito inmediato. 
La presentación de la marca en 1908 en Gran Bretaña y los Estados Unidos y el comienzo de una producción mecanizada explica la amplia difusión de la porcelana en estos dos países.
La marca Noritake sigue activa hoy, pero las piezas producidas entre 1910 y 1947 siguen siendo las favoritas de los coleccionistas. Las creaciones art déco difundidas en la década de 1930 son las más buscadas. 
La sociedad de hoy,  ha creado un museo dedicado a la cerámica en Nagoya, el capital de la Prefectura de Aichi.
Noritake tiene 100 años de exitosa experiencia en la tecnología cerámica. Es mundialmente famosa por su exquisita  porcelana. También, durante las últimas décadas, ha desarrollado su pericia en la tecnología de cerámica aplicada para llegar a ser líder mundial en aislantes eléctricos y materiales de pulido. 

En 1987, Noritake aplicó sus conocimientos y años de experiencia al sector dental desarrollando e introduciendo NORITAKE SUPER PORCELAIN EX-3, un sistema completo de cerámica dental de la más alta calidad. 
Desde entonces Noritake desarrollo cerámica para estructuras de Alúmina – Cerabien,  Zirconio – CZR y CZR Press y titanio – Ti-22. 

La cerámica dental Noritake está completamente desarrollada en laboratorio, con la tecnología más avanzada, para obtener las mejores propiedades para su utilización siendo al mismo tiempo, extremadamente fácil de usar. 

Noritake es también el fabricante de zirconia para sector dental. Zirconia Katna dispone de 9 tonalidades, la técnica de coloración por polvo cerámico conlleva un solo ciclo de sinterizado, garantizando la
homogeneidad, y el ajuste de la estructura de zirconia. Noritake es el fabricante de zircona y de la cerámica para su recubrimiento, garantizando excelente unión y aportando mayor transparencia y translucidez del trabajo.